# Zduńska Wola
Zduńska Wola är en stad i vojvodskapet Łódź i centrala Polen. Staden har 44 671 invånare (2004).

## Vänorter
- Zarasai, Litauen
- Pietrasanta, Italien
- Valmiera, Lettland
- Lőrinci, Ungern
- Maribor, Slovenien

## Berömda personer från Zduńska Wola
- Rafał Augustyniak
- Max Factor Sr.
- Magda Femme
- Riwka Herszberg
- Maximilian Kolbe
- Lasar Aronowitsch Ljusternik
- Justyna Majkowska